# NGC 1076
NGC 1076 is een spiraalvormig sterrenstelsel in het sterrenbeeld Walvis. Het hemelobject werd op 29 december 1885 ontdekt door de Amerikaanse astronoom Lewis A. Swift.

## Synoniemen
- PGC 10313
- MCG -3-8-3
- IRAS02411-1457